# Fatto di sangue fra due uomini per causa di una vedova. Si sospettano moventi politici
Fatto di sangue fra due uomini per causa di una vedova. Si sospettano moventi politici è un film drammatico del 1978 di Lina Wertmüller. La versione lunga del titolo (Un fatto di sangue nel comune di Siculiana fra due uomini per causa di una vedova. Si sospettano moventi politici. Amore-Morte-Shimmy. Lugano belle. Tarantelle. Tarallucci e vino.) vanta il record nel Guinness dei primati come titolo più lungo di un film nella storia del cinema.
Negli Stati Uniti e nel resto del mondo il film fu semplicemente intitolato Revenge o Blood Feud.

## Trama

Spallone e Titina

Comitini (Sicilia), 1922. Angelo Paternò è stato ucciso da Vito Acicatena e in paese tutti lo sanno: nessuno però ha il coraggio di testimoniarlo al processo, per omertà e quieto vivere.
Mesi dopo, Rosario Maria Spallone, avvocato socialista, vorrebbe convincere la vedova Titina a chiedere la riapertura del processo. In una delle sue visite trova Acicatena che sta cercando di violentare la bella vedova: giustamente Rosario Maria interviene e nella colluttazione rimane contuso. Titina è così riconoscente da concederglisi.

Nick Sanmichele e Titina nella scena del tentato stupro

In paese arriva dall'America però anche il cugino di Angelo, Nick, un killer e contrabbandiere arricchito. Tra questi e Titina nasce una relazione.
A complicare la già non semplice situazione, ci si mette anche la politica: dopo la marcia su Roma, Vito diventa capo delle locali squadracce, mentre Rosario Maria cerca di occupare delle terre, venendo picchiato e costretto ad ingurgitare dell'olio di ricino da parte della squadraccia fascista di Acicatena.

Vito Acicatena

Nick vorrebbe vendicare il cugino e fuggire con Titina, ma Rosario Maria - che ha tentato di aggredire Acicatena - lo coinvolge in una vera e propria battaglia. Nick porta Titina e Rosario Maria alla stazione marittima, ma lì vengono raggiunti da Acicatena, ancora sanguinante, che si è portato dietro le squadracce.
Rosario qui verrà colpito mortalmente da Acicatena offrendosi inerme, Nick con due pistole causa una strage tra la squadraccia, fino a venire colpito lui stesso da un colpo sparato da Vito, si accascia morente sull'avvocato ormai agonizzante. Tra la folla Titina non vista, prende una pistola di Nick e colpisce a morte Acicatena.
Infine Titina assiste i due fino alla morte, giurando ad entrambi il proprio amore e di essere ognuno il padre del bambino che porta in grembo.